# Чижов, Олег Юрьевич
Олег Юрьевич Чижов (род. 14 марта 1970, Бирск, Башкирская АССР, РСФСР, СССР) — российский серийный убийца и насильник. В период с 2006 по 2007 год совершил 4 жестоких убийства и 4 изнасилования (ещё одно изнасилование со смертельным исходом совершил с соучастниками).

## Биография

### Предпосылки к убийствам
Олег Чижов родился 14 марта 1970 года в Бирске в благополучной семье. Окончил с отличием математическую школу. Военную службу проходил в ВДВ в составе ГСВГ. Учился в педагогическом институте. Открыл свой бизнес, став владельцем автосервиса. В 1994 году женился, через 2 года в семье родилась дочь. Но впоследствии семья распалась: жена Чижова подала на развод и забрала дочь (потом на следствии она объясняла причину развода тем, что муж постоянно изменял ей, часто пил, а также избивал её и дочь). После развода Чижов начал испытывать ненависть к женщинам. По его словам, при совершении преступлений он в каждой своей жертве видел бывшую жену.

### Преступления
Первое преступление Чижов совершил 18 марта 2006 года. В тот день он пил спиртное по поводу своего прошедшего дня рождения, который обычно отмечал неделями. Работавший в автосервисе 20–летний Рудик Миннибаев (род. 1986) и его приятель, сын местного предпринимателя 22–летний Роман Миндибаев (род. 1984) привезли к нему в качестве «подарка» к 36–му дню рождения бывшую возлюбленную Миндибаева 18–летнюю Татьяну Кузнецову, которую они насильно напоили алкоголем и втроём изнасиловали, а через некоторое время полураздетую выбросили в лесу, где она умерла от переохлаждения. Тело было найдено только через месяц.
В мае Миндибаев и Миннибаев попали под подозрение. Их 17–летний знакомый Максим Волобоев, бывший очевидцем преступления, дал против них показания. Миндибаев и Миннибаев были арестованы. Миннибаев признался в преступлении, но Чижова никто не выдал. Появилась информация, что экспертиза не дала улик против подозреваемых. Вскоре Миннибаев и Миндибаев отказались от своих показаний, заявив, что в милиции к ним применялись пытки. История получила огласку: в СМИ обвиняли правоохранительные органы в произволе. Миндибаева и Миннибаева отпустили, через суд они получили компенсацию по 100 000 рублей каждый.
С июня 2006 года по июль 2007 года Чижов совершил в Бирске, Бирском и Мишкинском районах ещё 4 изнасилования и 4 убийства, сопряжённых с изнасилованиями. Убитые: 23–летняя Ольга Сергеева (28 июня 2006), Ольга Мулаярова (12 июля 2006), 20–летняя Алёна Ибагишева (3 августа 2006) и 21–летняя Ирина Егошина (23 мая 2007). Тела Сергеевой, Мулаяровой и Егошиной убийца закопал в лесополосе под Бирском, а тело Ибагишевой утопил в реке Белая. Для совершения преступлений использовал автомобили своих клиентов, на которых похищал девушек на улицах Бирска.
Одна из 4 выживших жертв Чижова (18–летняя Альмира Хазимхаметова) подала на него заявление в милицию об изнасиловании, но первоначально ей отказали в возбуждении уголовного дела; существует версия, что причиной первоначального отказа стал тот факт, что среди постоянных клиентов в автосервисе Чижова были сотрудники правоохранительных органов. Один из сотрудников милиции выгородил Чижова, из–за чего тот первоначально избежал наказания за изнасилование. Впоследствии этот следователь был переведён в другой город, но так и не был наказан.
В июле 2007 года Чижов совершил последнее преступление. Маньяк подобрал голосовавшую на дороге девушку (Ксению Грунину, подругу Альмиры Хазимхаметовой), завёз её в безлюдное место, изнасиловал и попытался задушить, но случайный свидетель воспрепятствовал этому, и Грунина осталась жива.

### Арест, следствие и суд
Грунина запомнила номер автомобиля, но не опознала в его хозяине насильника. Через хозяина автомобиля следователи вышли на Чижова, который к тому времени уже переехал в Тольятти. В августе 2007 года Олег Чижов был арестован.
После получения результатов экспертизы, которая дала улики против Чижова, в том числе и по смерти Татьяны Кузнецовой, в которой он первоначально не подозревался, убийца согласился сотрудничать со следствием, дал признательные показания и показал места, где закапывал тела своих жертв. Роман Миндибаев и Рудик Миннибаев, его сообщники по первому преступлению, вновь были арестованы.
В мае 2009 года Верховный суд Республики Башкортостан признал Олега Чижова виновным в 4 убийствах, сопряжённых с изнасилованиями, и 4 изнасилованиях. Первое преступление, несмотря на смерть потерпевшей Кузнецовой, было квалифицировано не как «убийство» (статья 105 УК РФ), а как «оставление в опасности» (статья 125 УК РФ). По совокупности преступлений Чижов был приговорён к 22,5 годам лишения свободы с отбыванием наказания в исправительной колонии строгого режима. Миндибаев и Миннибаев получили по 8,5 лет лишения свободы и были обязаны вернуть по 100 000 рублей компенсации, выплаченной после своего первого ареста. Верховный суд России сократил Чижову срок до 21,5 года лишения свободы.

## Мнения об уголовном деле
Существует информация, что Миндибаев и Миннибаев не были знакомы с Чижовым и не причастны к его первому преступлению. Вопрос о её достоверности остаётся открытым.
29 марта 2012 года руководитель следственного управления Следственного комитета Российской Федерации по Республике Башкортостан Алексей Касьянов опроверг применение пыток к Миндибаеву и Миннибаеву и заявил, что эта информация является попыткой дискредитировать следствие.

## В массовой культуре
- Документальный фильм «По следу бирского чудовища» из цикла «Детективные истории» (2009)
- Документальный фильм «Бирский маньяк» из цикла «Честный детектив» (2010)
- Документальный фильм «Логово» из цикла «Вне закона» (2011)
- Документальный фильм «Поездка ценою в жизнь» из цикла «Криминальные хроники» (2012)